# Séraphine
Séraphine je francouzsko-belgický hraný film z roku 2008, který režíroval Martin Provost. Vypráví příběh malířky-samouka Séraphine de Senlis (vlastním jménem Séraphine Louis), od roku 1912, kdy se setkala se sběratelem Wilhelmem Uhdem, až po její internaci v psychiatrické léčebně v roce 1932.

## Děj
V roce 1912 si německý sběratel umění Wilhelm Uhde, Picassův první kupec a objevitel Rousseaua, pronajme byt v Senlis, aby zde mohl psát a odpočívat od ruchu pařížského života. Najme si uklízečku Séraphine. O něco později si všimne malého obrazu. Je překvapen, když zjistí, že autorem je právě Séraphine. Mezi avantgardním obchodníkem s uměním a vizionářskou hospodyní vzniká dojemný a nečekaný vztah.

## Obsazení
| Yolande Moreau      | Séraphine de Senlis               |
| Ulrich Tukur        | Wilhelm Uhde                      |
| Anne Bennent        | Anne Marie Uhde                   |
| Geneviève Mnich     | Madame Duphot                     |
| Nico Rogner         | Helmut Kolle                      |
| Adélaïde Leroux     | Minouche                          |
| Serge Larivière     | Duval                             |
| Françoise Lebrun    | matka představená                 |
| Corentin Lobet      | lékař                             |
| Léna Bréban         | sestra Marguerite                 |
| Francis Lacloche    | notář                             |
| Jean-Pascal Abribat | Francis Gouyet                    |
| Anne Benoît         | Madame Delonge                    |
| Sandrine Bodenes    | Marie-Louise, Wilhelmova kuchařka |
| Serge Gaborieau     | lékař                             |
| Josette Ménard      | řeznice                           |
| Dominique Pozzetto  | Anatole Duphot                    |
| Muriel Riou         | Berthe, Wilhelmova služka         |

## Ocenění
- Festival frankofonních filmů v Angoulême: nejlepší herečka (Yolande Moreau)
- Mezinárodní filmový festival v Káhiře: nejlepší herečka (Yolande Moreau)
- Los Angeles Film Critics Association: nejlepší herečka (Yolande Moreau)
- Dublin Film Critics Circle: nejlepší herečka (Yolande Moreau)
- Women Film Critics Circle: nejlepší zahraniční film režírovaný ženou nebo o ženách
- César pro nejlepší film: Martin Provost, Gilles Sacuto a Miléna Poylo
- César pro nejlepší herečku: Yolande Moreau
- César pro nejlepší původní scénář: Marc Abdelnour a Martin Provost
- César pro nejlepší kostýmy: Madeline Fontaine
- César pro nejlepší kameru: Laurent Brunet
- César pro nejlepší filmovou hudbu: Michael Galasso
- César pro nejlepší výpravu: Thierry François
- Étoile d'or du cinéma français: nejlepší herečka (Yolande Moreau)
- Filmový festival COLCOA: Cena kritiků – zvláštní uznání pro Yolande Moreau
- Newport Beach Film Festival: cena poroty za nejlepší film (Martin Provost), cena poroty za nejlepší režii (Martin Provost), cena poroty pro nejlepšího herce (Ulrich Tukura), cena poroty pro nejlepší herečku (Yolande Moreau), cena poroty za nejlepší scénář k filmu (Martin Provost)
- Scottsdale International Film Festival: cena diváků (Martin Provost)
- Lumières: nejlepší herečka (Yolande Moreau)
- Národní společnost filmových kritiků: nejlepší herečka (Yolande Moreau)

### Nominace
- Filmový festival v Gentu: nejlepší film
- Cena Louise Delluca: Martin Provost
- César pro nejlepšího režiséra: Martin Provost
- César pro nejlepší zvuk: Philippe Vandendriessche, Emmanuel Croset a Ingrid Ralet
- Globes de cristal: nejlepší herečka (Yolande Moreau)
- Lumières: nejlepší film (Martin Provost), nejlepší režie (Martin Provost), nejlepší scénář (Marc Abdelnour a Martin Provost)
- Evropské filmové ceny: nejlepší herečka (Yolande Moreau)
- Cena Jacquese Préverta za scénář: nejlepší originální scénář (Marc Abdelnour a Martin Provost)
- Village Voice Film Poll: nejlepší herečka (Yolande Moreau)
- Cena Chlotrudis: nejlepší herečka (Yolande Moreau)